# Гражданско-правовое сообщество
Гражданско-правовое сообщество — сообщество лиц, объединённых единой целью и юридической связью.

## Виды
1. коллегиальные органы управления юридического лица (собрания участников, совет директоров и т. д.);
2. собрания кредиторов, комитет кредиторов при банкротстве;
3. долевые собственники, в том числе собственники помещений в многоквартирном доме или нежилом здании;
4. участники общей долевой собственности на земельный участок из земель сельскохозяйственного назначения и др.

## Толкование
Гражданско-правовое сообщество рассматривается во многих значениях:

## гражданско-правовое сообщество как корпорация
Согласно п. 118 Постановления Пленума № 25 от 23 июня 2015 г. "О применении судами некоторых положений раздела I части первой Гражданского кодекса Российской Федерации, если гражданско-правовое сообщество представляет собой юридическое лицо, то оно (корпорация) является ответчиком по иску о признании решения недействительным.

## общее собрание
Верховный Суд Российской Федерации дает разъяснения о том, что к решениям собраний и комитетов кредиторов при банкротстве не применяется положения об общих собраниях по гл. 9.1 ГК и должны применяться нормы ст.12, 13, 15, 17 и 18 Закона о банкротстве, даже несмотря на то, что указанные решения порождают юридические последствия в силу подп. 1.1 п. 1 ст.8 ГК РФ (см.: преамбула Обзора судебной практики по вопросам, связанным с признанием недействительными решений собраний и комитетов кредиторов в процедурах банкротства, утв. Президиумом Верховного Суда РФ 26 декабря 2018 г.) .

## орган корпорации
Гражданско-правовое сообщество иногда отождествляют с органом корпорации (ст. 181.1 ГК РФ и п. 118 Постановления Пленума № 25 от 23 июня 2015 г. "О применении судами некоторых положений раздела I части первой Гражданского кодекса Российской Федерации).

## гражданско-правовое сообщество в отрыве от корпорации
Волеобразующий орган корпорации представлен сообществом лиц (гражданско-правовом сообществом). Корпоративными участниками гражданского и торгового оборота могут признаваться: корпоративные организации (с правами юридического лица), корпоративные (предпринимательские) объединения и корпоративные трасты (например, ПИФы). Гражданско-правовые сообщества рассматриваются в качестве группы лиц, формирующих общую волю и совместно реализующих правосубъектность.

## Компетенция
Гражданско-правовое сообщество принимает решения, с которыми закон связывает гражданско-правовые последствия, порождает правовые последствия, на которые данные решения направлены, для всех лиц (сообщества), а также для иных лиц, если это установлено законом или вытекает из существа отношений.